# Бжозова (Малопольское воеводство)
Бжозо́ва (пол. Brzozowa) — село в Польше в гмине Громник Тарнувского повета Малопольского воеводства.

## География
Село находится в 25 км от административного центра повета города Тарнува и 72 км от центра воеводства города Краков.

## История
C 1975 по 1998 год село входило в Тарновское воеводство.

## Достопримечательности
- Деревянная церковь святого Николая, датируемая XV веком. Входит в туристический маршрут «Путь деревянной архитектуры» Малопольского воеводства.